# Доксографія
Доксографія (від грец. Δόξα — «думка, погляд» і …графія) — виклад думок і поглядів стародавніх філософів і вчених в роботах пізніших авторів. Термін введений німецьким класичним філологом Германом Дільсом.

Через те, що багато робіт стародавніх вчених були загублені, їх доксографії — це єдине джерело знань про думки і погляди цих авторів. Спочатку доксографіями називали описи «доксографів» — елліністичних і александрійських авторів, пізніше — будь-які джерела, в яких викладались стародавні вчення.
Найбільші філософи давнини — Платон і Аристотель — також виступали в ролі доксографів. Зокрема, в «Апології Сократа» Платона міститься опис поглядів основоположника афінської філософської школи Анаксагора. «Порівняльні життєписи» Плутарха також містять багато доксографічного матеріалу. Великий доксографічний матеріал містить знаменитий твір Діогена Лаертського «Про життя, вчення і вислови знаменитих філософів».
Прикладом ісламської доксографії є «Послання про єретичні секти» мусульманського теолога Аль-Аккірмані.